# Poecilia boesemani
Poecilia boesemani es una especie de pez de la familia de los pecílidos en el
orden de los ciprinodontiformes.

## Distribución geográfica
Se encuentran en Trinidad y Tobago.